# Schaulager

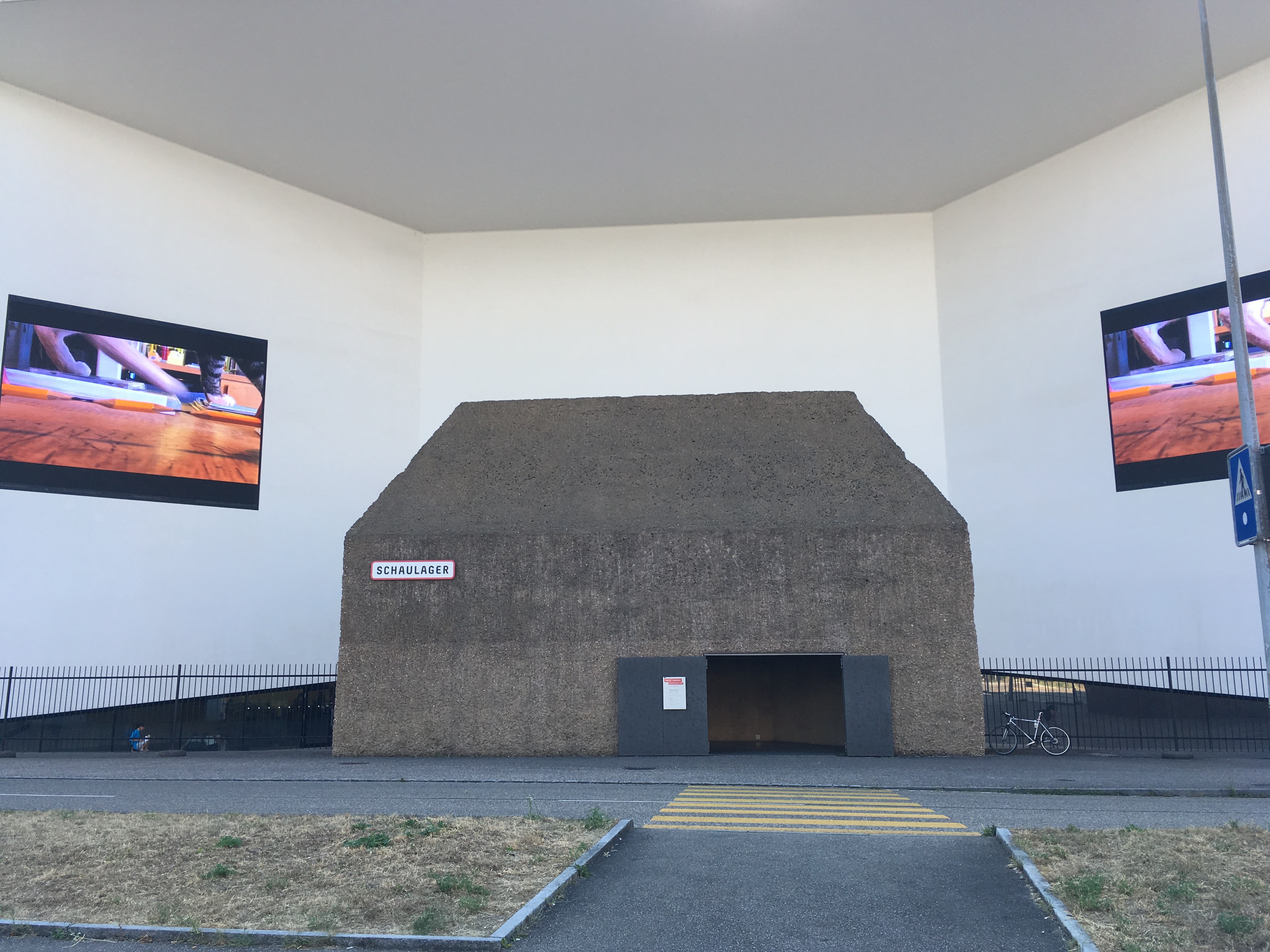
Das Pförtnerhaus des Schaulagers. Auf den beiden LED-Screens werden Arbeiten des amerikanischen Künstlers Bruce Nauman gezeigt, Münchenstein 2018

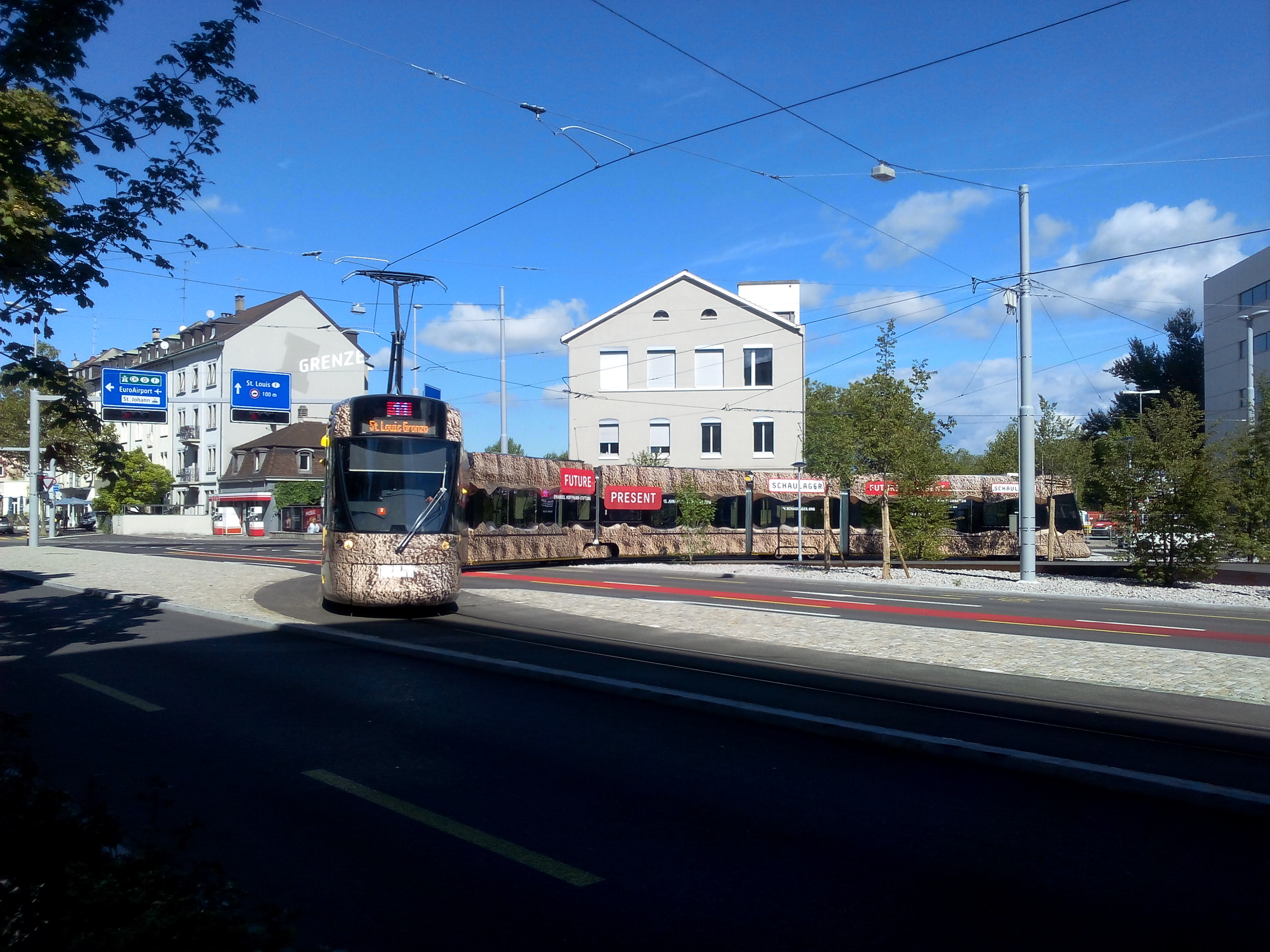
Basler Tram Stadler Tango, Line 11 mit Schaulager-Werbung, Basel 2015

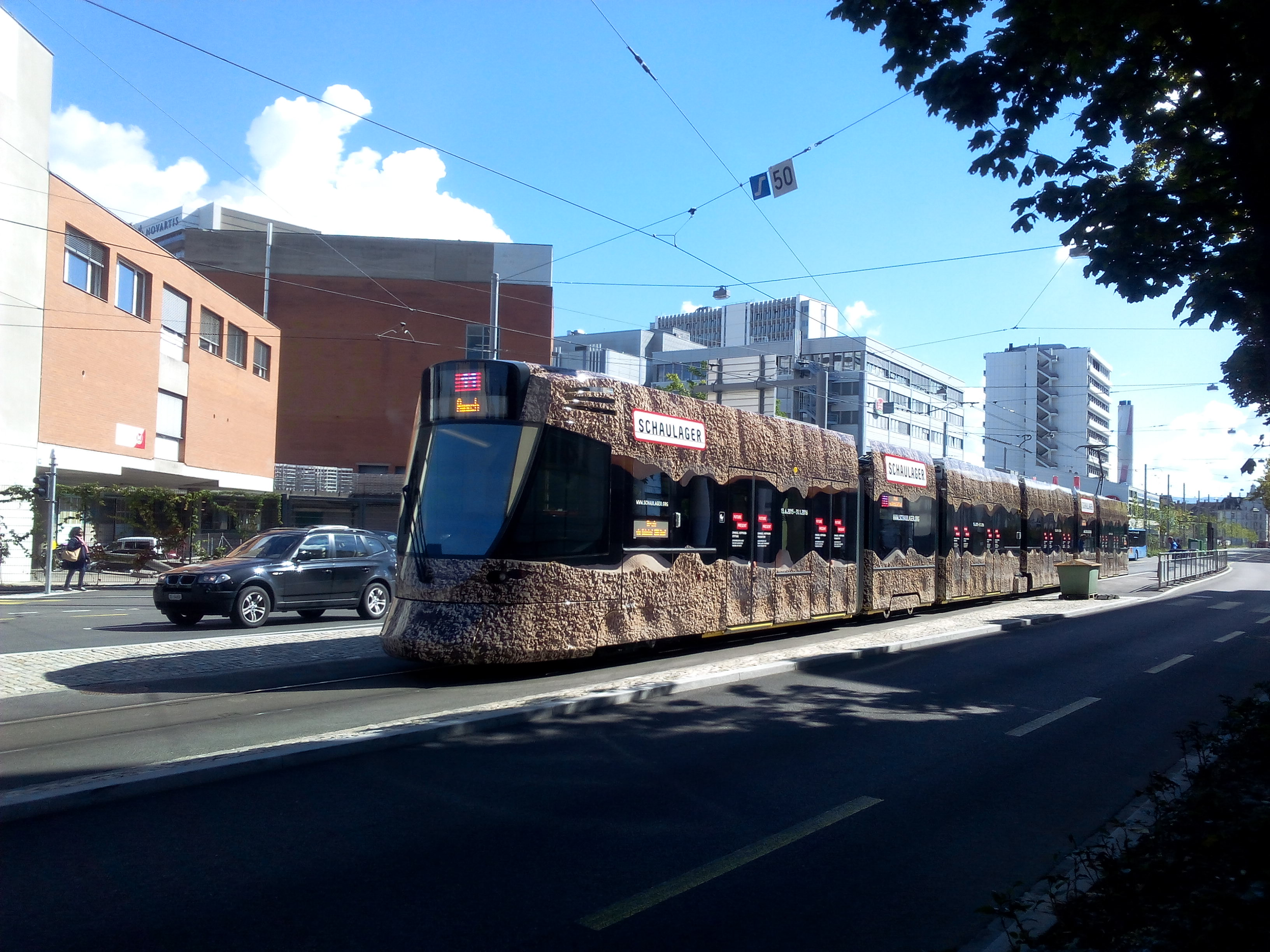

Das Schaulager, im Auftrag der Laurenz-Stiftung vom Basler Architekturbüro Herzog & de Meuron erbaut, wurde 2003 in Münchenstein bei Basel eröffnet und ist vor allem als offenes Lagerhaus konzipiert, das optimale räumliche und klimatische Bedingungen für die Aufbewahrung von Kunstwerken schafft. Vom Konzept her ist es eine Mischung zwischen öffentlich zugänglichem Museum, Depot für Kunstwerke und kunstwissenschaftlichem Forschungsinstitut. 

## Sammlung
Die Sammlung der Emanuel Hoffmann-Stiftung, die das Herz des Schaulagers bildet, wurde 1933 von Maja Hoffmann-Stehlin, spätere Maja Sacher (1898–1989) ins Leben gerufen.

## Ausstellungen
Das Schaulager präsentiert sich jeweils für einige Monate im Jahr mit einer Sonderausstellung einer breiteren Öffentlichkeit.
Bisherige Ausstellungen:
- 2003: Roth-Zeit. Eine Dieter Roth Retrospektive
- 2004: Herzog & de Meuron. No. 250. Eine Ausstellung
- 2005: Jeff Wall. Photographs 1978–2004
- 2006: Tacita Dean. Analogue: Films, Photographs, Drawings 1991–2006
Francis Alÿs. «The Sign Painting Project (1993–97): A Revision»
- 2007: Robert Gober. Work 1976–2007
- 2008: Andrea Zittel, Monika Sosnowska. 1:1
- 2009: Holbein bis Tillmans. Prominente Gäste aus dem Kunstmuseum Basel
- 2010: Matthew Barney. Prayer Sheet with the Wound and the Nail
- 2011: Francis Alÿs. Fabiola,[1] zu Gast im „Haus zum Kirschgarten“
- 2013: Steve McQueen.
- 2014: Paul Chan. Selected Works
- 2015: FUTURE PRESENT
- 2018: Bruce Nauman. Disappearing Acts (in Kooperation mit dem Museum of Modern Art, New York City)

## Forschung
Neben einer hauseigenen Forschungsabteilung hat die Laurenz-Stiftung zwei Professuren gestiftet. Die mit dem Schaulager verbundene Laurenz Assistenz-Professur für Zeitgenössische Kunst setzt in Basel seit dem Jahr 2002 auch in der universitären Forschung und Lehre einen entsprechenden Schwerpunkt auf die zeitgenössische Kunst. Seit dem Herbstsemester 2013 ist am Basler Kunsthistorischen Seminar der Universität Basel zudem die Schaulager-Professur für Kunsttheorie eingerichtet worden.